# Balangkayan
Balangkayan is een gemeente in de Filipijnse provincie Eastern Samar op het eiland Samar. Bij de laatste census in 2007 had de gemeente ruim 8 duizend inwoners.

## Geografie

### Bestuurlijke indeling
Balangkayan is onderverdeeld in de volgende 15 barangays:
| - Balogo - Bangon - Cabay - Caisawan - Cantubi - General Malvar - Guinpoliran - Julag | - Magsaysay - Maramag - Poblacion I - Poblacion II - Poblacion III - Poblacion IV - Poblacion V |

## Demografie
Balangkayan had bij de census van 2007 een inwoneraantal van 8.249 mensen. Dit zijn 115 mensen (1,4%) meer dan bij de vorige census van 2000. De gemiddelde jaarlijkse groei komt daarmee uit op 0,19%, hetgeen lager is dan het landelijk jaarlijks gemiddelde over deze periode (2,04%). Vergeleken met de census van 1995 is het aantal mensen met 600 (6,8%) afgenomen.

De bevolkingsdichtheid van Balangkayan was ten tijde van de laatste census, met 8.249 inwoners op 207,05 km², 39,8 mensen per km².